# Niewinna
Niewinna (ang. The Other Man) – brytyjsko-amerykański thriller z 2008 roku w reżyserii Richarda Eyre’a, wyprodukowany przez wytwórnię Image Entertainment.
Zdjęcia do filmu kręcono w Anglii (Londyn, Ely) oraz we Włoszech (Mediolan, jezioro Como). Premiera miała miejsce 7 września 2008 podczas 33. MFF w Toronto. W Polsce premiera filmu odbyła się 3 września 2010.

## Fabuła
Peter (Liam Neeson) i Lisa (Laura Linney) są małżeństwem z 25-letnim stażem. Pewnego dnia kobieta jedzie służbowo do Mediolanu i znika. Zrozpaczony mąż w komputerze Lisy znajduje intymne zdjęcia jej oraz tajemniczego mężczyzny. Peter postanawia go odnaleźć.

## Obsada
Źródło: Filmweb
- Liam Neeson jako Peter
- Antonio Banderas jako Ralph
- Laura Linney jako Lisa
- Romola Garai jako Abigail
- Abigail Canton jako projektantka
- Pam Ferris jako Vera
- Paterson Joseph jako Ralph
- Craig Parkinson jako George

i inni.